# The Horrors
The Horrors est un groupe originaire de Southend-on-Sea, au Royaume-Uni formé durant l'été 2005. Ils publient Strange House leur premier album aux influences rock garage en 2007. Leur deuxième album aux sonorités shoegazing et new wave Primary Colors est sorti en 2009. Le troisième album Skying a été publié le 11 juillet 2011. Leur quatrième album baptisé Luminous est sorti le 5 mai 2014. Leur dernier album V est sorti le 22 septembre 2017. Sur leur premier EP éponyme sorti en 2006, ils reprennent une chanson du groupe The Syndicats, Crawdaddy Simone, signée Ray Fenwick et Jeff Williams. Le guitariste Steve Howe fit aussi partie de ce groupe, il est maintenant avec Yes.

## Formation
- Faris Rotter (Faris Badwan) : chant
- Joshua Third / Von Grimm (Joshua Hayward) : guitare
- Tomethy Furse (Tom Cowan) : synthétiseur, basse sur Strange House
- Spider Webb (Rhys Webb) : basse,  orgue sur Strange House
- Coffin Joe (Joseph Spurgeon) - batterie

Membre temporaire :
- Freddie Cowan (frère de Tom Cowan et guitariste de The Vaccines) : guitare (il a remplacé Joshua Third pendant plusieurs petits concerts lorsqu'il passait ses examens).

## Divers
- Un groupe américain de psychobilly porte le même nom.
- Dans la fiction du groupe virtuel Gorillaz, les membres de The Horrors sont les fils nés de mères différentes de Murdoc Niccals, le bassiste du groupe. The Horrors auraient aussi collaboré avec Gorillaz pour un titre qui fut finalement retiré de leur troisième album Plastic Beach.
- Rhys Webb et Tom Cowan travaillent ensemble sous le nom de Spider and The Flies, ils ont publié en 2009 un EP: Something Clockwork This Way Comes
- The Horrors ont remixé le morceau Bicycle de Memory Tapes[2].
- Ils ont aussi remixé le morceau Bloody Mary de Lady Gaga[3].
- Faris Badwan collabore avec Rachel Zeffira au sein du projet Cat's Eyes auteur d'un premier album en 2011[4].
- Faris badwan a joué dans le groupe Lumina qui a repris le titre I'll Be With you des Black Lips sur un single de ces derniers[5].
- Le frère de Rhys Webb, Huw, joue de la basse dans le groupe S.C.U.M.[6].